# Charles MacVeagh

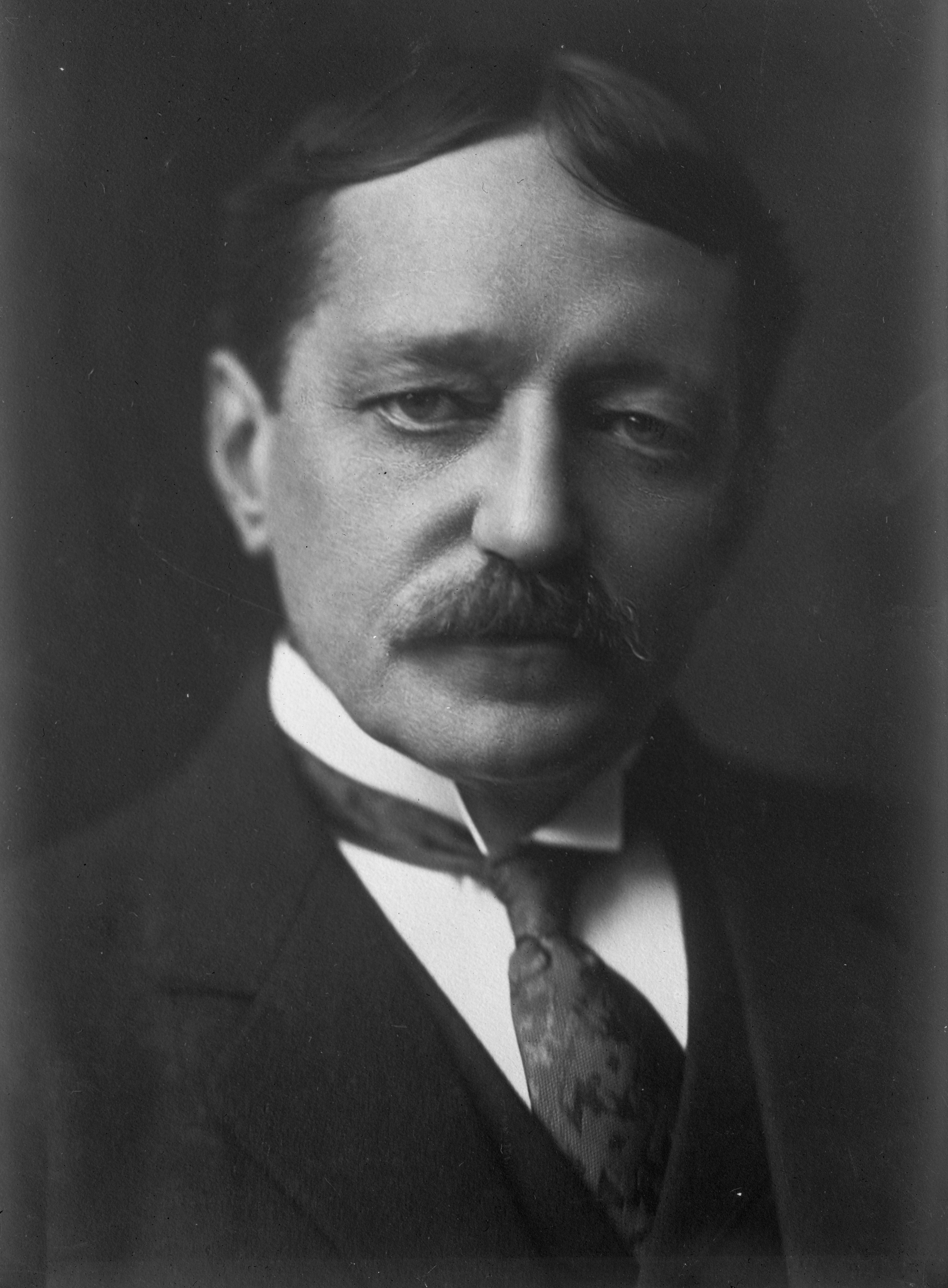
Charles MacVeagh (1900)

Charles MacVeagh (* 6. Juni 1860 in West Chester, Pennsylvania; † 4. Dezember 1931 in Mission Canyon, Santa Barbara County, Kalifornien) war ein US-amerikanischer Rechtsanwalt und Diplomat, der unter anderem zwischen 1925 und 1928 Botschafter der Vereinigten Staaten in Japan war.

## Leben
Charles MacVeagh war der Sohn von Wayne MacVeagh (1833–1917), der unter anderem 1881 Justizminister (US Attorney General) war, und dessen Ehefrau Letitia Miner Lewis (1831–1861). Sein älterer Bruder Joseph Lewis MacVeagh verstarb 1857 nur drei Monate nach dessen Geburt. Er selbst begann nach dem Schulbesuch zunächst ein grundständiges Studium an der Harvard University, das er 1881 mit einem Bachelor of Arts (B.A.) beendete. Ein darauf folgendes postgraduales Studium der Rechtswissenschaften an der juristischen Fakultät (Law School) der Columbia University schloss er 1883 mit einem Bachelor of Laws (LL.B.) ab und erhielt im Anschluss seine Zulassung als Rechtsanwalt an der Anwaltskammer von New York (New York State Bar Association). Während des Studiums schloss er sich der Studentenverbindung Delta Kappa Epsilon an. 
1901 wurde MacVeagh als General Solicitor und Assistent General Counsel Chefrechtsberater des Stahlunternehmens US Steel und bekleidete diese Funktion bis 1925. Während des Ersten Weltkrieges engagierte er sich als Präsident des Soforthilfefonds für Italien (Immediate Relief to Italy Fund) sowie als Vizepräsident der Organisation der Vaterlosen Kinder Frankreichs (Fatherless Children of France). Er war ferner Mitglied der Gentlemen’s Clubs University Club of New York, Metropolitan Club und Century Club of New York. Am 24. Dezember 1925 wurde er zum Botschafter der Vereinigten Staaten in Japan ernannt und überreichte dort am 9. Dezember 1925 als Nachfolger von Edgar Bancroft seine Akkreditierung. Da seine Ernennung während einer Sitzungspause des US-Senats erfolgte, wurde die Bestätigung des Senats am 17. Dezember 1925 nachgeholt. Er verblieb auf dem Posten des Botschafters in Japan bis zum 6. Dezember 1928, woraufhin William Richards Castle Jr. erst zum 24. Januar 1930 seine Nachfolge antrat. Nach seiner Rückkehr wurde er 1928 Rechtsanwalt in der Anwaltskanzlei Davis Polk & Wardwell in New York City und war in dieser bis zu seinem Tode 1931 tätig.
Aus seiner am 15. Juni 1887 geschlossenen Ehe mit Fannie Davenport Rogers gingen die sechs Söhne Rogers MacVeagh (1888–1943), Lincoln MacVeagh (1890–1972), Ewen Cameron MacVeagh (1895–1971), Charles MacVeagh (1896–1920), Francis Wayne MacVeagh (1896–1959) sowie Charlton MacVeagh (1901–1963) hervor. Sein Sohn Lincoln MacVeagh war ebenfalls Diplomat und Botschafter in mehreren Ländern, während sein Sohn Ewen Cameron MacVeagh 1920 das Buch The Yankee in the British Zone verfasste und sich im Council on Foreign Relations engagierte, eine private US-amerikanische Denkfabrik mit Fokus auf außenpolitische Themen. Sein Sohn Francis Wayne MacVeagh lehrte als Professor an der Harvard University, während sein jüngster Sohn Francis Wayne MacVeagh 1940 stellvertretender Vorsitzender des Republican National Committee (RNC) sowie nach einer Tätigkeit im War Production Board, der US-Behörde für die Einteilung von Material, Personal und Produktionsmitteln während des Zweiten Weltkrieges, zuletzt von 1945 bis 1957 Chief Executive Officer (CEO) des Pharmaherstellers Mallinckrodt Pharmaceuticals war.